# Römerstraße 8 (Bergheim)
Das nach dem Erbauer Peter Schmitz Schmitz Hof benannte Gebäude ist ein denkmalgeschütztes Bauwerk und befindet sich im Stadtteil Thorr in der Kreisstadt Bergheim im Rhein-Erft-Kreis.

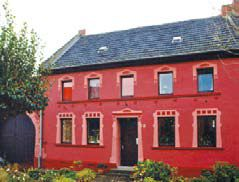
Römerstraße 8 in Bergheim-Thorr.

## Geschichte
Landwirt Peter Schmitz erbaute das bäuerliche Gehöft im Jahre 1856. Seine Nachfahren wohnen noch heute dort. Das Haus ist ein ehemals landwirtschaftliches Anwesen. Durch
das Datum 1923 im Sturz der Putzrahmung wird entnommen, dass zu diesem Zeitpunkt das Haus
stark umgebaut wurde.

## Architektur
Das aus Backsteinen bestehende Gebäude ist verputzt und besitzt heute einen roten Anstrich. Die Fassade wird durch fünf Fensterachsen und einen Mitteleingang mit Oberlicht und aufwändiger Putzrahmung gegliedert. Die Fenster besitzen ebenfalls Putzrahmen und sind durch verbindende Sohlbankgesimse zusammengefasst. Nach Osten hin schließt sich ein niederes verputztes Wirtschaftsgebäude mit rundbogiger Einfahrt an. Im Keilstein der Einfahrt ist ein Blumenrelief zu sehen. Ein dreiflügeliges Wirtschaftsgebäude umschließt den Hof.

## Denkmal
Das Gebäude ist als Denkmal mit der Denkmalnummer 32 in die Liste der Baudenkmäler in Thorr eingetragen.